# Douglas Pereira dos Santos
Douglas Pereira dos Santos, més conegut com a Douglas (Monte Alegre de Goiás, 6 d'agost de 1990) és un futbolista professional brasiler que jugà com a lateral dret. El seu darrer equip fou el Beşiktaş JK i del 2022 ençà restà com a agent lliure sense equip.

## Carrera
El 26 d'agost de 2014 el Futbol Club Barcelona va fer oficial la incorporació del jugador, pagant 4 milions d'euros pel seu traspàs més uns altres 1,5 milions en concepte de variables. El lateral brasiler fou presentat al Camp Nou el 29 d'agost, i va signar un contracte que el convertia en blaugrana fins al 2019.
La temporada 2014-15 va heretar el dorsal número 2, després de la marxa de Montoya a l'Inter de Milà.
El 26 d'agost de 2016 es va confirmar la seva cessió al Real Sporting de Gijón per la temporada 2016-17. El 30 d'agost va ser presentat oficialment amb l'Sporting. Al club asturià va gaudir de la confiança de "Pitu Abelardo", entrenador de l'Sporting de Gijón i exjugador del Futbol Club Barcelona, entre d'altres.
La temporada següent, el 30 d'agost de 2017, després d'haver fet la pretemporada amb el Barça, però sense haver-se guanyat la confiança del nou entrenador, Ernesto Valverde, va marxar cedit al SL Benfica per un any.
El 24 de juliol de 2018 es va anunciar la cessió de Douglas al Sivasspor turc durant la seva última temporada de contracte amb el Barça. Allà hi jugà amb prou regularitat gairebé una trentena de partits i hi marcà tres gols. Això captà l'interès del Beşiktaş, de la mateixa lliga i que el fitxà, però en el qual no tingué cap continuïtat i només jugà cinc partits, moment a partir del qual en la temporada del 2022 es quedà sense equip i com a agent lliure.

## Palmarès

### FC Barcelona
- 2 Lligues espanyoles (2014-15[10] i 2015-16[11])
- 2 Copes del Rei (2014-15[12] i 2015-16[13])
- 1 Campionat del Món de Clubs de futbol (2015[14])
- 1 Supercopa d'Espanya (2016[15])

### São Paulo FC
- 1 CONMEBOL Sud-americana (2012)[9]

### Selecció del Brasil
- 1 Campionat Sud-americà sub-20 (2010)[9]